# Валенсия, Антони
Антони Ленин Валенсия Баханья (исп. Anthony Lenín Valencia Bajaña; род. 21 июля 2003, Гуаякиль) — эквадорский футболист, полузащитник клуба «Антверпен».

## Клубная карьера
Валенсия — воспитанник клубов «Депортиво Асогес» и «Индепендьенте дель Валье». 7 марта 2022 года в матче против «Аукаса» он дебютировал в эквадорской Примере, в составе последних.